# Caja de Ahorros de Plasencia
La Caja de Ahorros de Plasencia (Caja de Ahorros y Monte de Piedad de Plasencia) fue una caja de ahorros fundada en el año 1911 en la ciudad de Plasencia gracias a los esfuerzos del Obispo Jarrín, venido de Salamanca, y al equipo de colaboradores que desde la ciudad leonesa trajo. La Caja llegó a convertirse con el paso del tiempo en la segunda caja de ahorros de Extremadura, por detrás tan solo de la Caja de Badajoz.
En el año 1979 estableció el concurso de pintura Salón de Otoño que sigue realizándose en la actualidad (2007) y mediante el cual la citada caja se ha hecho con una importante colección de pintura contemporánea.
La caja funcionó hasta el 19 de julio de 1990, fecha en la que se unió a la Caja de Ahorros de Cáceres para formar junto con ella la Caja de Extremadura que se convirtió automáticamente en la entidad financiera más importante de la región.